# Aethes pinara
Aethes pinara es una especie de polilla del género Aethes, categorizada en la tribu Cochylini, de la subfamilia Tortricinae.

## Distribución
Se distribuye por Cuba.

## Taxonomía
Fue descrita por Razowski & Becker en 2007 y publicada en (Aethes), SHILAP Revta. Lepid. 35: 76.